# Medal za Zasługi dla Policji
Medal za Zasługi dla Policji – polskie odznaczenie cywilne, nadawane przez ministra spraw wewnętrznych.

## Historia
Medal za Zasługi dla Policji został ustanowiony ustawą z dnia 7 czerwca 2001 jako odznaczenie za wybitne zasługi w dziedzinie realizacji ustawowych zadań Policji. Medal ten przyznaje się również za współpracę polskiej Policji z policjami innych państw.

## Zasady nadawania
Medal posiada trzy stopnie:
- I stopień – Złoty Medal za Zasługi dla Policji,
- II stopień – Srebrny Medal za Zasługi dla Policji,
- III stopień – Brązowy Medal za Zasługi dla Policji.

Medal zgodnie z ustawą może być nadany obywatelowi polskiemu zamieszkałemu w kraju, w tym policjantowi i pracownikowi Policji, który:
- inicjował lub organizował działania mające na celu zapobieganie popełnianiu przestępstw lub wykroczeń oraz zjawiskom kryminogennym, a także współdziałał w tym zakresie z organami państwowymi, samorządu terytorialnego lub organizacjami społecznymi,
- swoim postępowaniem, nienaganną pracą lub służbą podnosił sprawność działań Policji,
- swoją działalnością przyczynił się do rozwoju współpracy Policji z policjami innych państw.

Medal może być również nadany cudzoziemcowi lub obywatelowi polskiemu zamieszkałemu poza granicami kraju, który:
- przyczynił się do rozwoju Policji lub podejmował działania skutkujące podniesieniem sprawności jej działania lub poziomu jej wyposażenia technicznego,
- wykazał się osiągnięciami w dziedzinie współdziałania policji innych państw z Policją,
- działał na rzecz Policji lub wspierał jej działania na forum międzynarodowym.

Medal nadawany jest przez ministra spraw wewnętrznych z własnej inicjatywy albo na wniosek Komendanta Głównego Policji. Osoba wyróżniona otrzymuje odznakę Medalu i legitymację potwierdzającą jego nadanie. Medal tego samego stopnia może być nadany tej samej osobie tylko raz, a osobie raz wyróżnionej nie nadaje się dalszych Medali w stopniu niższym od posiadanego. Może być nadany również pośmiertnie. Medal jest przyznawany przede wszystkim osobom cywilnym oraz cywilnym pracownikom Policji, natomiast funkcjonariusze mundurowi otrzymują z reguły Odznakę „Zasłużony Policjant”.

## Opis odznaki
Odznaką medalu jest wieniec dębowy o średnicy 37 mm, wewnątrz którego znajduje się ośmioramienna gwiazda policyjna. Na awersie na gwieździe są umieszczone dwa skrzyżowane miecze, skierowane ostrzami w dół, z klingami koloru biało-czerwonego. W środku znajduje się wizerunek orła ustalony dla godła Rzeczypospolitej Polskiej. Pod orłem jest umieszczona rozwinięta, granatowa wstęga z napisem: POLICJA. Wieniec dębowy oraz odwrotna strona medalu, są złocone, srebrzone albo patynowane na brązowo, w zależności od stopnia. Na odwrotnej stronie medalu jest umieszczony tłoczony napis w trzech wierszach: MEDAL / ZA ZASŁUGI / DLA POLICJI. Nad napisem oraz pod nim znajduje się liść dębu.
Odznaka medalu jest zawieszona na wstążce długości 70 mm i szerokości 40 mm. Przez środek wstążki przebiega pionowy czerwony pasek szerokości 15 mm. Po obu jego stronach znajdują się pionowe paskami, w kolejności od środka: granatowy szerokości 5 mm, biały szerokości 5 mm oraz na brzegu granatowy szerokości 2 mm. Identyczny układ barw miała wstążka Odznaki „Za zasługi w ochronie porządku publicznego”.
Baretka jest w kolorach wstążki, z tym, że dla I stopnia ma na czerwonym polu trzy wąskie białe pionowe paski, dla II stopnia – dwa paski, dla III stopnia – jeden pasek. 
| Baretki Medalu za Zasługi dla Policji | Baretki Medalu za Zasługi dla Policji | Baretki Medalu za Zasługi dla Policji | Baretki Medalu za Zasługi dla Policji |
| ------------------------------------- | ------------------------------------- | ------------------------------------- | ------------------------------------- |
| Baretka ustawowa:                     | Medal Złoty                           | Medal Srebrny                         | Medal Brązowy                         |

Medal nosi się na lewej stronie piersi w kolejności za odznaczeniami państwowymi.